# Salievedermot
De salievedermot (Capperia britanniodactylus) is een vlinder uit de familie vedermotten (Pterophoridae). De wetenschappelijke naam is voor het eerst geldig gepubliceerd in 1867 door Gregson.
De soort komt voor in Europa.